# Unió Patriòtica (Liechtenstein)
La Unió Patriòtica (en alemany: Vaterländische Union, VU) és un partit polític liberal-conservador de Liechtenstein, un dels dos principals partits històrics del país. Fundat al 1936 a partir de la fusió del Partit Popular Social-Cristià i el Servei Patriòtic Liechtensteinès.

## Història
La Unió Patriòtica es va formar al 1936 a partir de la fusió del socioliberal Partit Popular Social-Cristià (VP), liderat per Wilhelm Beck, President del Landtag del 1922 al 1927, i el Servei Patriòtic Liechtensteinès (LHD), un partit menor que flirtejava amb les idees nacionalsocialistes i de corporativisme, que malgrat no va reeixir en incorporar-les al nou partit, els seus dirigents van prendre posicions destacades.
Des de la seva creació s'ha alternat repetidament amb el Partit Cívic Progressista (FBP) com a principals forces del país, governant en coalició pràcticament en totes les ocasions. En les darreres eleccions, que el mitjans locals van descriure com una de les més emocionants de la història recent, ha esdevingut de nou principal partit per un petit marge, aconseguint que Daniel Risch fos Primer Ministre en un gabinet de majoria patriòtica, com és habitual, conjuntament amb el FBP.

## Líders
| Període      | Líder               |
| ------------ | ------------------- |
| 1936–1965    | Otto Schaedler      |
| 1965–1974    | Franz Nägele        |
| 1974–1992    | Otto Hasler         |
| 1992–2001    | Oswald Kranz        |
| 2001–2005    | Heinz Frommelt      |
| 2005–2011    | Adolf Heeb          |
| 2011–2015    | Jakob Büchel        |
| 2015–2021    | Günther Fritz       |
| 2021–present | Thomas Zwiefelhofer |

## Resultats electorals

### Eleccions Legislatives
| Any       | Líder               | Vots   | %     | Escons  | +/–      | Pos. | Govern   |
| --------- | ------------------- | ------ | ----- | ------- | -------- | ---- | -------- |
| 1936      | Otto Schaedler      |        |       | 4 / 15  | –        | 2nd  | Oposició |
| 1939      | Otto Schaedler      | 7 / 15 | 3     | =       | Coalició |      |          |
| 1945      | Otto Schaedler      | 1,285  | 45.28 | 7 / 15  | =        | =    | Coalició |
| 1949      | Otto Schaedler      | 1,285  | 47.07 | 7 / 15  | =        | =    | Coalició |
| 1953 (I)  | Otto Schaedler      | 1,229  | 42.60 | 7 / 15  | =        | =    | Coalició |
| 1953 (II) | Otto Schaedler      | 1,541  | 49.57 | 7 / 15  | =        | =    | Coalició |
| 1957      | Otto Schaedler      | 1,537  | 47.64 | 7 / 15  | =        | =    | Coalició |
| 1958      | Otto Schaedler      | 1,537  | 45.53 | 6 / 15  | 1        | =    | Coalició |
| 1962      | Otto Schaedler      | 1,448  | 42.73 | 7 / 15  | 1        | =    | Coalició |
| 1966      | Franz Nägele        | 1,581  | 42.79 | 7 / 15  | =        | =    | Coalició |
| 1970      | Alfred Hilbe        | 2,008  | 49.57 | 8 / 15  | 1        | 1r   | Coalició |
| 1974      | Alfred Hilbe        | 16,356 | 47.26 | 7 / 15  | 1        | 2n   | Coalició |
| 1978      | Hans Brunhart       | 18,244 | 49.15 | 8 / 15  | 1        | 1r   | Coalició |
| 1982      | Hans Brunhart       | 20,997 | 53.47 | 8 / 15  | = 0      | =    | Coalició |
| 1986      | Hans Brunhart       | 46,793 | 50.19 | 8 / 15  | = 0      | =    | Coalició |
| 1989      | Hans Brunhart       | 75,417 | 47.15 | 13 / 25 | 5        | =    | Coalició |
| 1993 (I)  | Hans Brunhart       | 73,217 | 45.43 | 11 / 25 | 2        | 2n   | Coalició |
| 1993 (II) | Mario Frick         | 78,898 | 50.12 | 13 / 25 | 2        | 1r   | Coalició |
| 1997      | Mario Frick         | 82,786 | 49.3  | 13 / 25 | =        | =    | Coalició |
| 2001      | Mario Frick         | 76,402 | 41.35 | 11 / 25 | 2        | 2n   | Oposició |
| 2005      | Heinz Frommelt      | 74,162 | 38.23 | 10 / 25 | 1        | =    | Coalició |
| 2009      | Adolf Heeb          | 95,219 | 47.61 | 13 / 25 | 3        | 1r   | Coalició |
| 2013      | Thomas Zwiefelhofer | 65,118 | 33.55 | 8 / 25  | 5        | 2n   | Coalició |
| 2017      | Thomas Zwiefelhofer | 65,742 | 33.73 | 8 / 25  | =        | =    | Coalició |
| 2021      | Daniel Risch        | 72,361 | 35.89 | 10 / 25 | 2        | 1r   | Coalició |